# John Harbison
John Harris Harbison (Orange (New Jersey), 20 december 1938) is een componist uit de Verenigde Staten, die bekend is vanwege zijn opera’s en koorwerken in grote bezetting.

## Leven
Hij studeerde compositie  aan de Harvard-universiteit bij Walter Piston en aan Princeton bij Roger Sessions. Op zestienjarige leeftijd won hij al een BMI Foundation’s Student Composer Award .Hij gaf les aan het MIT van 1969 tot 1982 en was thuiscomponist voor het Pittsburgh Symphony Orchestra van 1982 tot 1984.
In 1987 won hij de Pulitzerprijs voor The flight into Egypt en in 2006 werd hij genomineerd voor een Grammy award voor zijn Mottetti di Montale. De Metropolitan Opera gaf hem een opdracht een werk te schrijven voor het feit dat James Levine daar 25 jaar dirigent was; wat resulteerde in The Great Gatsby, première op 20 december 1999 met de jubilaris als dirigent. De opname werd een van de best verkochte klassieke albums in 1999.  Later kreeg hij de opdracht van Paus Johannes Paulus II om een werk te componeren voor de verzoening van Joden, Christenen en Moslims in het Vaticaan; het Requiem of Reconciliation. Abraham is een zes minuten durende compositie voor koperen blaasinstrumenten en koor; première 17 januari 2004 onder leiding van Gilbert Levine. 
Momenteel is John eerste gastdirigent voor Emmanuel Music in Boston. John is getrouwd met violiste Rose Mary Pederson.

## Oeuvre
Zijn  oeuvre in veelzijdig. Via Oeuvre van John Harbison vindt u het oeuvre op jaartal van compositie; voor zijn oeuvre ingedeeld naar muzieksoort kan u terecht bij de externe link.